# St. Vincent (álbum)
St. Vincent es el álbum homónimo de la cantautora estadounidense St. Vincent. Se lanzó el 24 de febrero de 2014 en el Reino Unido y un día después en los Estados Unidos a través de la discográfica Loma Vista y Republic Records.
El álbum, producido por John Congleton, presenta colaboraciones del baterista Homer Steinweiss del grupo Sharon Jones & The Dap-Kings y el baterista McKenzie Smith del grupo Midlake. Las pistas en el disco fueron adaptadas y demostradas por Annie Clark en Dallas, Texas, antes de ser grabadas en un estudio en Dallas.
El 9 de diciembre de 2013 el sencillo "Birth in Reverse" se editó en descarga gratuita y el segundo sencillo "Digital Witness" fue lanzado el 6 de enero de 2014.

## Promoción
El videoclip dirigido por Chino Moya para el sencillo "Digital Witness" salió el 31 de enero. Clark debutó canciones de su nuevo disco en el show de pasarela de la diseñadora de moda Diane von Fürstenberg para la Semana de la Moda de Nueva York en el 9 de febrero.

## Recepción

### Crítica
El álbum recibió aclamación temprana en vísperas de su lanzamiento. En el sitio Metacritic el disco tiene una puntuación de 89 sobre 100, basado en cuarenta críticas independientes, indicando "aclamación universal".
Heather Phares, de Allmusic, calificó a St. Vincent como el álbum más "satisfactorio, ingenioso y accesible" de la cantante. Para Matt Wild, de The A.V. Club, el álbum sería definitorio en la carrera de St. Vincent, y considera que es una obra "audaz y ambiciosa". Al igual que ellos, El Hunt de la revista musical DIY nota las reminiscencias pop del disco, y afirma que el lirismo de Clark está lleno de imaginería.
En la revista Rolling Stone el crítico Jon Dolan afirma que, aun cuando el álbum está lleno de imágenes de aislamiento, oscuridad, pesar y muerte, sus maneras lúdicas logran que "el dolor se sienta como una fiesta".
En febrero de 2015, St. Vincent recibió un premio Grammy como mejor álbum de música alternativa.

### Comercial
St. Vincent ingresó en la lista Billboard 200 en el puesto 12, y en el 21.er lugar entre los álbumes británicos más vendidos, posicionándose en la ubicación más alta de un trabajo de St. Vincent en ambas listas.
Además de en estos países, el álbum ingresó en otras siete listas, llegando a ser el sexto más vendido en Irlanda.

## Lista de canciones
Todas las canciones escritas por Annie Clark

| N.º | Título                    | Duración |  |
| 1.  | «Rattlesnake»             | 3:34     |  |
| 2.  | «Birth in Reverse»        | 3:15     |  |
| 3.  | «Prince Johnny»           | 4:36     |  |
| 4.  | «Huey Newton»             | 4:37     |  |
| 5.  | «Digital Witness»         | 3:22     |  |
| 6.  | «I Prefer Your Love»      | 3:36     |  |
| 7.  | «Regret»                  | 3:21     |  |
| 8.  | «Bring Me Your Loves»     | 3:15     |  |
| 9.  | «Psychopath»              | 3:32     |  |
| 10. | «Every Tear Disappears»   | 3:15     |  |
| 11. | «Severed Crossed Fingers» | 3:42     |  |

## Créditos
| - Annie Clark - Voz, guitarra, composición - Ralph Carney - Trompa - Daniel Mintseris - Sintetizador, piano, clave - Adam Pickrell - Teclado, minimoog - McKenzie Smith - Batería - Bobby Sparks - Minimoog - Homer Steinweiss - Batería | - Greg Calbi - Masterización - John Congleton - Ingeniería, mezcla, producción - Wilo Perron - Director creativo - Renata Raksha - Fotografía - Brian Roettinger - Diseño |